# Kaiser-Wilhelm-Ring 34 (Köln)
Das Haus Kaiser-Wilhelm-Ring 34 in Köln wurde von 1883 bis 1886 nach Entwürfen der Architekten von De Voss & Müller für den Industriellen Wilhelm Leyendecker erbaut. Das Haus war „ein charakteristisches Beispiel dafür“, wie in den 1880er Jahren die Motive der Fassadengestaltung einzelner Kölner Prachtbauten im Stil der italienischen und französischen  Renaissance – Palais E. v. Oppenheim u. Palais Mevissen – „begierig aufgenommen“ und bei den Wohngebäuden aller sozialen Schichten übernommen wurden. Die Motive waren Risalitbildung, Mansarddach, kuppelige Walmdächer mit krönenenden Gesimsen und weitgespannte Triumphbögen. Das Gebäude ist nicht mehr erhalten.
Das Erdgeschoss war rustifiziert, die Fenster hatten Rundbogenabschlüsse. Die Mittelachse der Obergeschosse wurde gegliedert durch einen breiten Mittelrisalit mit großem Triumphbogen, der nach oben mit einem kräftigen Kranzgesims und kuppeligen, steilen Walmdach abschloss. Im Triumphbogen des Risalit waren stelenförmige Karyatiden über einem übergiebelten Drillingsfenster angebracht worden.